# CIRCLE (DISH//のアルバム)
『CIRCLE』（サークル）は、DISH//の1枚目のミニ・アルバム。2020年2月26日にSony Recordsから発売された。

## 概要
- 自身初のミニ・アルバムである[注 1]。
- CDは完全生産限定盤A、初回生産限定盤B・C、通常盤の4形態で発売。
- 配信限定シングル「PM 5:30」の他、BOOM BOOM SATELLITESの中野雅之やさかいゆうや水曜日のカンパネラのケンモチヒデフミらから提供された楽曲など全6曲を収録[5]。
- 完全生産限定盤Aには、オリジナルブランケット（横70cm×縦50cm）を付属。
- 初回生産限定盤Bの特典DVDには、自身のライブツアー『LIVE TOUR – DISH// – 2019』のうち、2020年1月4日のパシフィコ横浜公演を収録。更に、「Shape of Love」「PM 5:30」のMVと「PM 5:30」のLyric Videoを収録。
- 初回生産限定盤Cの特典CDには、向井太一やWHITE JAMのSHIROSEから提供された楽曲など、メンバーそれぞれのソロ曲全4曲を収録。

## 収録曲

### CD
1. Get Power
作詞・作曲・編曲：中村泰輔
  - BS11『キラボシ!』オープニングテーマ[6]
2. FLASH BACK
作詞：小林祐介　作曲・編曲：中野雅之
  - 2020年2月12日に各配信サイトにて先行配信された[7]。
3. Shape of Love
作詞：北村匠海、zopp　作曲：さかいゆう　編曲：宮野弦士
  - 2020年2月26日にMVが公開された。
4. 星をつかむ者達へ
作詞・作曲・編曲：ケンモチヒデフミ
  - 2020年1月28日にMVが公開された。2020年1月29日に各配信サイトにて先行配信された[5]。
5. SAUNA SONG
作詞・作曲・編曲：熊木幸丸
  - 2020年3月7日にMVが公開された。
6. PM 5:30
作詞：北村匠海、藤林聖子　作曲：池窪浩一　編曲：伊藤憲、辻村有記
  - 配信限定2ndシングル

### 特典CD (初回生産限定盤C)
1. 明日を見つめて
作詞：向井太一　作曲：CELSIOR COUPE、向井太一　編曲：CELSIOR COUPE
2. 誰にでもあるでしょう
作詞：SHIROSE　作曲・編曲：SHIROSE、Atsushi Shimada
3. SECRET
作詞・作曲・編曲：George (MOP of HEAD)
4. 音花火
作詞：橘柊生　作曲：橘柊生、SaiP、岡部波音　編曲：SaiP、岡部波音

### 特典DVD (初回生産限定盤B)
- 2020.1.4(土) LIVE TOUR – DISH// – 2019 追加公演 @パシフィコ横浜 国立大ホール

| #  | タイトル                                   | 作詞 | 作曲・編曲 |
| -- | ------------------------------------------ | ---- | ---------- |
| 1. | 「opening of LIVE TOUR - DISH// - 2019 -」 |      |            |
| 2. | 「NOT FLUNKY」                             |      |            |
| 3. | 「SECRET」                                 |      |            |
| 4. | 「音花火」                                 |      |            |
| 5. | 「誰にでもあるでしょう」                   |      |            |
| 6. | 「明日を見つめて」                         |      |            |
| 7. | 「PM5:30」                                 |      |            |
| 8. | 「This Wonderful World」                   |      |            |

- ミュージックビデオ

| #  | タイトル                  | 作詞 | 作曲・編曲 |
| -- | ------------------------- | ---- | ---------- |
| 1. | 「Shape of Love」         |      |            |
| 2. | 「PM 5:30」               |      |            |
| 3. | 「PM 5:30 (Lyric Video)」 |      |            |